# Мацано (Верона)
Мацано је насеље у Италији у округу Верона, региону Венето.
Према процени из 2011. у насељу је живело 241 становника. Насеље се налази на надморској висини од 456 м.